# Jorge Soares
Jorge Manuel Guerreiro Soares, noto semplicemente come Jorge Soares (Messejana, 22 ottobre 1971), è un allenatore di calcio ed ex calciatore portoghese, di ruolo difensore.